# Pseudosphex laticincta
Pseudosphex laticincta là một loài bướm đêm thuộc phân họ Arctiinae, họ Erebidae.